# فيرجينيا فاليخو
فيرجينيا فاليخو غارسيا (بالإسبانية: Virginia Vallejo García)‏ (26 أغسطس 1949) هي مؤلفة وصحفية ومخرجة تلفزيونية وإذاعية ومذيعة وعارضة أزياء وكاتبة عمود وشخصية اجتماعية ولاجئة سياسية في الولايات المتحدة الأمريكية.
هي واحدة من أكثر الشخصيات الإعلامية أهمية في بلدها الأصلي وهي معروفة بمقابلاتها مع الرؤساء والسياسيين والمشاهير الدوليين والموسيقيين والمؤلفين والعلماء. عملت محررة دولية لنشرات الأخبار التلفزيونية ومذيعة أيضا عندما فازت مرتين بجائزة أفضل مذيعة في كولومبيا. حصلت برامجها لشركة قناة إمباكتو وهي شركتها الخاصة على أعلى التقييمات مقارنة بمنافسيها. كانت صورة وعارضة لجوارب دي ليدو مع إعلانات تجارية في البندقية وريو دي جانيرو وسان خوان وبوغوتا وكارتاخينا دي إندياس. تمت دعوتها من قبل حكومات أجنبية مثل إسرائيل وتايوان لتغطية الأحداث التاريخية. كانت فيرجينيا هي الصحافية الكولومبية الوحيدة المسؤولة عن البث الإذاعي لحفل زفاف الأمير تشارلز والأميرة ديانا في لندن عام 1981 وأول صحافية تجري مقابلة مع بابلو إسكوبار عام 1983 عندما كان سياسيا مبتدئا. كما قدمت العديد من البرامج التلفزيونية الأخرى مثل العروض الموسيقية مع أشهر المطربين والأوركسترا في عصرها. وبفضل صوتها وتعليمها وجمالها وأناقتها أصبحت فاليجو رمزا للإعلام الكولومبي وبفضل قصتها الفريدة أصبحت أسطورة معاصرة. وهي الآن مؤلفة كتب الأكثر مبيعا وتُرجمت إلى العديد من اللغات.
في 18 يوليو 2006 أخرجتها إدارة مكافحة المخدرات من كولومبيا في رحلة خاصة لإنقاذ حياتها والتعاون مع وزارة العدل في قضايا بارزة بعد أن أشارت إلى العديد من الرؤساء والسياسيين الكولومبيين كمستفيدين أو متواطئين مع عصابات الكوكايين الرائدة.
في عام 2007 نشرت كتابها الأول حب بابلو وكراهية إسكوبار والذي دفع المحكمة العليا الكولومبية إلى إعادة فتح قضايا حصار قصر العدل في عام 1985 واغتيال المرشح الرئاسي لويس كارلوس جالان في عام 1989. تُرجم الكتاب إلى خمس عشرة لغة وتم تحويله إلى فيلم في عام 2018 مع الممثلة الإسبانية بينيلوبي كروز في دور الصحفية.
منذ عام 2006 تعيش فيرجينيا فاليجو في ميامي بولاية فلوريدا. في عام 2009 أصبحت كاتبة عمود في صحيفة معارضة فنزويلية وفي عام 2019 صحفية تلفزيونية لقناة آر تي الإسبانية الدولية. في يناير 2024 أعلنت عن الإصدار القادم لروايتها الأولى من ثلاثية وهي ملحمة مستوحاة من التاريخ الحديث لكولومبيا وحياتها الشخصية.

## النشأة

### الأسرة والطفولة
ولدت فيرجينيا فاليجو في 26 أغسطس 1949 في كارتاغو بفالي ديل كاوكا في كولومبيا بالقرب من مزرعة عائلتها. كان والداها خوان فاليجو جاراميلو رجل أعمال وماري غارسيا ريفيرا. جدتها لأبيها صوفيا جاراميلو أرانغو كانت من نسل ألونسو جاراميلو دي أندرادي سيسبيديس إي غوزمان وهو نبيل من إكستريمادورا بإسبانيا. كان العديد من أفراد عائلتها وزراء وكتاب وسفراء مثل جدها لأبيها إدواردو فاليجو فاريلا وزير الاقتصاد (1930) وعمها الأكبر أليخاندرو فاليجو فاريلا الكاتب والصديق المقرب لخورخي إلييسير جايتان وعم عمه خايمي جاراميلو أرانجو وزير التعليم (1934) وسفيرا في العديد من البلدان في أوروبا ومؤسس مشارك للمدرسة الأنجلو كولومبية.
في عام 1950 عادت العائلة الشابة إلى بوغوتا حيث ولد أشقاؤها فيليبي (1951) وأنطونيو (1955-2012) وصوفيا (1957). درست أولا في روضة أطفال إلفيرا ليراس ريستريبو شقيقة الرئيس كارلوس ليراس ريستريبو وهو صديق عائلتها. ثم التحقت بالمدرسة الأنجلو كولومبية.

### بداية حياتها المهنية
في عامي 1967 و1968 عملت كمعلمة للغة الإنجليزية في مركز كولومبو أمريكانو في بوغوتا وفي عام 1969 عملت في رئاسة بنكو ديل كوميرسيو. في عام 1972 بينما كانت تعمل كمديرة للعلاقات العامة في شركة مصنع الجعة الأنديز تلقت دعوة للانضمام إلى برنامج تلفزيوني قادم من إخراج كارلوس ليموس سيموندز وأنيبال فرنانديز دي سوتو.

## حياته المهنية في مجال الإعلام

### مقدمة
حتى عام 1998 لم يكن هناك سوى ثلاث قنوات تلفزيونية في كولومبيا تابعة للحكومة: قناتان تجاريتان وواحدة رسمية . قامت شركة إنرافيسيون وهي هيئة البث الرسمية بتأجير مساحات لمنتجي تلفزيونيين مستقلين معروفين باسم المبرمج يمتلك العديد منهم صحفيين بارزين أو عائلات رئاسية. كان هذا هو السبب وراء تمكن فاليجو من العمل في نفس الوقت كمذيعة أخبار ومقدمة برامج أخرى.

### سبعينيات القرن العشرين
من عام 1972 إلى عام 1975 كانت مقدمة برنامج "يا كولومبيا، مجلة السبت!" وهو برنامج أخرجه كارلوس ليموس سيموندز وفيرنانديز دي سوتو. من عام 1973 إلى عام 1975 كانت مقدمة البرامج الموسيقية التلفزيونية "يضرب 73" و"يضرب 74" و"يضرب 75" التي أنتجتها شركة ثوي وهي شركة إنتاج برامج عائلة الرئيس خوليو سيزار تورباي.
في عام 1973 بدأت العمل كمراسلة في الأحداث التلفزيونية لنشرة الأخبار التي أخرجها ألبرتو أكوستا ومن عام 1975 إلى عام 1977 أصبحت محررة دولية. في أوائل ومنتصف السبعينيات استضافت برامج تلفزيونية أخرى مثل برنامج المسابقات الكلمات المتقاطعة التلفزيونية وبرنامج طبخ مع الشيف سيغوندو كابيزاس وبرنامج للأطفال.
في يناير 1978 أصبحت مذيعة برنامج أخبار 24 ساعة الذي تم بثه في الساعة 7:00 مساء وأخرجه ماوريسيو جوميز وإرنستو رودريجيز ميدينا وسيرجيو أربوليدا. في مارس دعتها حكومة تايوان إلى تنصيب الرئيس تشيانج تشينج كو. في نفس العام تم انتخابها نائبة لرئيس مجلس إدارة رابطة المذيعين الكولومبيين. في عام 1978 و1979 و1980 فازت بجائزة أفضل مذيعة تلفزيونية من رابطة الصحفيين الترفيهيين.
في عام 1979 شاركت في بطولة فيلم اتصال كولومبيا للمخرج جوستافو نييتو روا. في نوفمبر ظهرت في المدينة والريف وافتتحت قسم نساء إلدورادو الجميلات. في عامي 1979 و1980 قدمت برنامج احذروا النساء! وهو برنامج من إنتاج تلفزيون راديو أمريكان للإنتاج بإخراج ديفيد ستيفيل.

### الثمانينات
في عام 1981 أسست برنامجها الخاص قناة إمباكتو مع الصحفية مارجوت ريتشي. في نفس العام دعتهم حكومة إسرائيل لتقديم برنامج خاص عن الأرض المقدسة.
في عامي 1980 و1982 عملت في إذاعة كاراكول. كانت الصحفية الوحيدة التي أرسلتها إحدى وسائل الإعلام الكولومبية إلى لندن لتغطية حفل زفاف أمير ويلز والليدي ديانا سبنسر في 29 يوليو 1981. استمر بث فاليخو لكاراكول لمدة ثلاث ساعات. غطت مسابقة ملكة جمال كولومبيا لنفس المحطة حتى عام 1985.
بين عامي 1981 و1983 أخرجت برنامجها هجوم! كانت أول صحفية تلفزيونية تجري مقابلة مع بابلو إسكوبار في يناير 1983. تم تصوير المقابلة في مكب نفايات ميديلين. خلال المقابلة وصف بابلو إسكوبار مشروع الجمعية الخيرية ميديلين بدون أحياء فقيرة الذي أطلقه إسكوبار وشركاؤه. دفعت المقابلة إسكوبار إلى المسرح الوطني.
في عامي 1983 و1984 قدمت برنامج مجلة اليوم الاثنين في الساعة 7 مساء. في عام 1984 قدمت إعلانا تلفزيونيا لميدياس دي ليدو (جوارب طويلة) في البندقية بإيطاليا تلا ذلك ثلاثة إعلانات أخرى في ريو دي جانيرو وسان خوان وكارتاخينا. في عامي 1983 و1984 قدمت المسرحية الموسيقية عرض النجمة بإخراج خورخي بارون. في عام 1984 أصبحت محررة دولية لمجموعة راديال كولومبيانو (شبكة أسسها كارتل كالي) بإخراج كارلوس ليموس سيموندز. في عام 1985 أصبحت مذيعة نشرة الأخبار تيليدياريو، بإخراج أرتورو أبيلا.
في عام 1985 ظهرت على أغلفة مجلتي هاربر بازار وكوزموبوليتان. كما ظهرت في مجلة القذف وهي مجلة تصدر عن الوقت والتي قدمتها باعتبارها "رمزا لعصر". وفي عام 1988 حصلت على منحة دراسية من الحكومة الألمانية ودرست الصحافة الاقتصادية في برلين في المعهد الدولي للصحافة.

### التسعينيات
في عام 1991 عادت إلى كولومبيا للمشاركة في بطولة المسلسل التلفزيوني ظل ظلك على قناة كاراكول. وفي عام 1992 قدمت فيلم طائش جدا! من إخراج مانويل برادو. ومن عام 1992 إلى عام 1994 عملت في إذاعة توديلار. وفي أكتوبر 1994 أنهت مسيرتها المهنية في وسائل الإعلام الكولومبية لافتتاح فرع في أمريكا الجنوبية لشركة متعددة المستويات مقرها الولايات المتحدة.

### العقد الأول من القرن الحادي والعشرين
بين عامي 2009 و2010 عملت ككاتبة عمود في صحيفة القوة السادسة الفنزويلية التي أخرجها الصحفي المعارض ليوكينيس جارسيا لكن الرئيس هوغو شافيز أغلق الصحيفة وسجن المخرج.

### 2019
في عام 2019 عادت فاليخو إلى عملها كصحفية تلفزيونية لقناة آر تي الإسبانية الدولية. كانت الحلقات الاثنتي عشرة التي تحمل عنوان "الأحلام والكوابيس" باللغة الإنجليزية - مستوحاة من "الحلم الأمريكي" وتصف مشاكل مثل الفجوة الهائلة بين الثروة والفقر والعنف والأسلحة ومجتمع الميم والتمييز بين الجنسين وارتفاع تكلفة الرعاية الصحية من بين أمور أخرى.

## المنفى واللجوء في الولايات المتحدة

### الرحيل من كولومبيا
في أوائل يوليو 2006 قدمت فاليخو شهادتها في القضية المرفوعة ضد ألبرتو سانتوفيميو وزير العدل السابق وشريك بابلو إسكوبار رئيس كارتل ميديلين وعشيقها من عام 1983 إلى عام 1987. كان السياسي يخضع للمحاكمة بتهمة التآمر في اغتيال لويس كارلوس جالان المرشح الرئاسي الذي قتله بابلو إسكوبار في 18 أغسطس 1989. وفي الأسبوع التالي أغلق المدعي العام إدجاردو خوسيه مايا فيلازون القضية "لعدم وجود أدلة". كان جميع قتلة إسكوبار في الجريمة والعديد من الشهود الرئيسيين ضد سانتوفيميو قد قُتلوا لذلك اتصلت فاليخو بالسفارة الأمريكية في بوغوتا وطلبت من حكومة الولايات المتحدة المساعدة في إنقاذ حياتها مقابل معلومات عن شركاء بابلو إسكوبار والأخوين جيلبرتو وميغيل رودريجيز أوريجويلا من كارتل كالي عدو بابلو إسكوبار. تم تسليم الأخوين من قبل الرئيس ألفارو أوريبي وكان من المقرر أن تبدأ المحاكمة في ميامي في غضون أسابيع قليلة.
تصدرت رحلة فاليخو الأخبار في جميع أنحاء العالم وتم بث مقطع فيديو منزلي سجلته فاليخو قبل رحيلها لحماية حياتها على قناة تلفزيون آر سي إن الكولومبية وفقا للقناة فقد شاهده 14 مليون شخص بمعدلات مشاهدة أعلى من نهائي كأس العالم لكرة القدم لعام 2006 في 9 يوليو. بعد ستة أسابيع أقر ميغيل وجيلبرتو رودريجيز أوريجويلا بالذنب وحُكم عليهم بالسجن لمدة 30 عاما وجمعت وزارة العدل الأمريكية 2.1 مليار دولار (3.2 مليار دولار اليوم) من الأصول دون الذهاب إلى المحاكمة.

### حب بابلو، وكراهية إسكوبار
في عام 2007 نشرت فاليخو كتاب أحب بابلو وأكره إسكوبار والذي تصف فيه من بين مواضيع أخرى علاقتها الرومانسية مع بابلو إسكوبار رئيس كارتل ميديلين من عام 1982 إلى عام 1987 وأصول المنظمات المتمردة في كولومبيا وأسباب النمو الهائل لصناعة الكوكايين وولادة منظمة "الموت للخاطفين" والقابلين للتسليم وقوات الدفاع الذاتي المتحدة في كولومبيا والروابط بين كارتلات ميديلين وكالي والدكتاتوريين الكاريبيين والرؤساء الكولومبيين ألفونسو لوبيز ميشيلسن وإرنستو سامبر وألفارو أوريبي وحصار قصر العدل في عام 1985 وعلاقة إسكوبار بالجماعات المتمردة المتطرفة من اليسار المتطرف واليمين المتطرف والأهوال خلال عصر الإرهاب المرتبط بالمخدرات من عام 1988 إلى عام 1993 ومطاردة حبيبها السابق وموته في 2 ديسمبر 1993. أصبحت مذكرات فاليخو الكتاب الأكثر مبيعا باللغة الإسبانية في كل من كولومبيا والولايات المتحدة.
تُرجمت المذكرات إلى اللغة الإنجليزية وخمس عشرة لغة في عام 2018. وقد ألهمت فيلم المحب بابلو (2017) حيث لعبت الممثلة الإسبانية بينيلوبي كروز دور فاليخو بينما لعب خافيير بارديم دور إسكوبار. كانت العديد من العناصر والشخصيات خيالية مثل وكيل إدارة مكافحة المخدرات. تم إطلاق الفيلم خلال مهرجان البندقية السينمائي الدولي الرابع والسبعين وتم ترشيح الممثلين الرئيسيين لجوائز جويا لعام 2018.

### اللجوء السياسي
عند وصولها إلى الولايات المتحدة في عام 2006 طلبت فاليخو اللجوء السياسي. كانت تعلم أنه إذا عادت إلى كولومبيا فسوف تُقتل مثل العديد من الشهود في القضايا ضد ألبرتو سانتوفيميو وزعماء كارتل كالي. لمنحها اللجوء السياسي فحصت وزارة الخارجية ومحكمة الهجرة في ميامي حياة فاليخو ولم تتمكن من العثور على أي تحقيق ضدها ولم تتلق فاليخو سوى مئات التهديدات من أعضاء الحكومة الكولومبية ووسائل الإعلام المملوكة أو المُدارة من قبل عائلة نائب الرئيس فرانسيسكو سانتوس كالديرون ووزير الدفاع خوان مانويل سانتوس والفرق شبه العسكرية أغيلاس نيغراس (النسور السوداء).
في 3 مايو 2010 منحت الولايات المتحدة الأمريكية فيرجينيا فاليخو حق اللجوء السياسي بموجب اتفاقية الأمم المتحدة لمناهضة التعذيب. وقد حصلت عليه بسبب رأيها السياسي حول الساسة الأقوياء وشهادتها في قضايا جنائية بارزة وحادث سيارة وحشي تعرضت له في طريقها للإدلاء بشهادتها في القنصلية الكولومبية في ميامي وآلاف التهديدات ضد حياتها وسلامتها المنشورة باسمها على الإنترنت. ورغم سحب معظمها من محركات البحث في الأسبوعين التاليين إلا أنها لا تزال قائمة في قضية فاليخو في محكمة الهجرة في ميامي.

## الشهادات

### حصار قصر العدل
في يوليو 2008 أمرت الحكومة الكولومبية فرجينيا فاليخو بالإدلاء بشهادتها في قضية حصار قصر العدل التي أعيد فتحها (6 و7 نوفمبر 1985) وهي المذبحة التي أودت بحياة أكثر من 100 شخص بما في ذلك 11 قاضيا من المحكمة العليا ومتمردو حركة 19 مارس وعملاء الحكومة وعشرات المدنيين العزل. في القنصلية الكولومبية في ميامي طلب المدعي العام الذي أرسله النائب العام الكولومبي من المؤلفة تأكيد الأحداث الموصوفة في مذكراتها في الفصل "ذلك القصر المشتعل". لذلك خلال الساعات الخمس التالية أوضحت أدوار جميع الجهات الفاعلة المشاركة في المأساة: "على الرغم من أن حركة 19 مارس وكارتل ميديلين كانا مسؤولين عن الحصار إلا أن الجيش كان مسؤولا عن المذبحة". وأشار الصحفي أيضا إلى عدم تحرك الرئيس بيليساريو بيتانكور: "لقد أخذ قادة المتمردين من حركة 19 مارس القضاة كرهائن لإجبار الحكومة على الاستماع إلى مطالبهم بما في ذلك إلغاء معاهدة تسليم المجرمين مع الولايات المتحدة. لكن الرئيس بيتانكور رفض الاستجابة لدعوات رئيس المحكمة العليا القاضي ألفونسو رييس إيكانديا الذي توسل لإنقاذ حياتهم وبدلا من ذلك سمح للجيش والشرطة بقصف مبنى به 400 شخص". في شهادتها تحت القسم وصفت ما أخبرها به بابلو إسكوبار في العام التالي بعد 10 أشهر من الانفصال: "تم إرسال الأشخاص المحتجزين بعد الحريق والذين كان العديد منهم مصابين بحروق من الدرجة الثالثة إلى الحاميات العسكرية حيث تعرضوا للتعذيب - واغتصاب النساء جماعيا - للعثور على أماكن اختباء قادة المتمردين الآخرين والأموال التي دفعت لهم لسرقة ملفاتي قبل أن تحكم المحكمة بتسليمنا وفي وقت لاحق قُتلوا واختفوا في علب الجير الحي وحمض الكبريتيك". في نهاية ذلك الفصل لخصت فرجينيا فاليخو الأحداث المأساوية: "كان ذلك الحريق بمثابة محرقة لنظام العدالة الكولومبي مع انتصار المؤسسة والأحزاب التقليدية و"لوس إكستراديتابلز" بقيادة إسكوبار".

### قضية لويس كارلوس جالان
في يوليو 2009 أدلت فاليخو بشهادتها في قضية إعادة فتح اغتيال المرشح الرئاسي لويس كارلوس جالان التي وقعت في 18 أغسطس 1989 وأشارت إلى أن ألبرتو سانتوفيميو هو المحرض الرئيسي لاغتيال المرشح. ووصفت كيف طلب ألبرتو سانتوفيميو مرارا وتكرارا من بابلو إسكوبار في عامي 1984 و1985 وفي حضورها "... القضاء على السيناتور جالان قبل أن يصبح رئيسا وتسليمه".

### الأحكام
بعد خمسة وعشرين عاما من مذبحة قصر العدل حكمت القاضية ماريا ستيلا خارا في 9 يونيو 2010 على العقيد ألفونسو بلازاس من الجيش بالسجن لمدة 30 عاما بتهمة الاختفاء القسري للمحتجزين. هاجم الرئيس أوريبي الحكم على شاشة التلفزيون وعرض حمايته للجيش. في الأسبوع التالي اضطر القاضي خارا إلى الفرار من كولومبيا مع منظمة حقوق الإنسان الأوروبية والذهاب إلى المنفى.
بعد 18 عاما من التأخير والاستئناف حُكم على ألبرتو سانتوفيميو في عام 2007 بالسجن لمدة 24 عاما بتهمة التآمر مع بابلو إسكوبار في اغتيال لويس كارلوس جالان.

## الحياة الشخصية
تزوجت فرجينيا فاليخو مرتين من رجال بارزين وأكبر سنا المهندس المعماري فرناندو بوريرو وهو أرمل وديفيد ستيفيل رئيس عشيرة ستيفيل التي جمعت أبرز الممثلين الأرجنتينيين في عصره. قالت فرجينيا كثيرا إنها لن تنجب أطفالا أبدا.
بعد طلاقها من بوريرو في عام 1971 واعدت مليارديرات كولومبيا المستقبليين كارلوس هايم وخوليو ماريو سانتو دومينغو وكارلوس أرديلا لولي ولويس كارلوس سارمينتو أنجولو رؤساء التكتلات الكولومبية الأربعة.
طلقت فاليخو ستيفيل في عام 1981. وفي العام التالي أصبحت مخطوبة لأنيبال تورباي ابن شقيق الرئيس خوليو سيزار تورباي أيالا الوسيم. في منتصف عام 1982 تمت دعوتها هي وخطيبها وأطفاله - الآن أبناء زوج كارلوس أرديلا لولي - لرؤية حديقة حيوان هاسيندا نابوليس المملوكة للنائب الشاب بابلو إسكوبار. بعد ستة أشهر أنهت فيرجينيا علاقتها مع أنيبال وبدأت قصة حب مع رئيس كارتل ميديلين. استمرت ما يقرب من خمس سنوات لكنها تميزت بانفصالات طويلة في عام 1984 و1985 و1986. أمضت معظم عام 1986 في قرطاجنة مع رافائيل فييرا مدير متحف أوشناريوم جزر روزاريو. عند عودتها إلى بوغوتا في عام 1987 أنهت علاقتها مع إسكوبار إلى الأبد. لقد فعلت ذلك بعد أن أخبرها أنه "سيبدأ قريبا جدا حربا ضد كل من الدولة الكولومبية وكارتل كالي. لسحق الحكومة سيستخدم الديناميت ولتمويل حروبه كان يستخدم كوبا كمنصة ترامبولين لإرسال الكوكايين إلى فلوريدا كيز".
منذ منتصف عام 1984 كانت لفرجينيا فاليخو علاقة غرامية لسنوات عديدة مع أرستقراطي بريطاني وهو المحترم ديفيد باتريك ميتكالف حفيد اللورد كيرزون نائب الملك في الهند وعراب إدوارد الثامن دوق وندسور المستقبلي. كانت آخر علاقة رومانسية لها مع كونت ألماني وصفته عدة مرات بأنه "الحب الأعظم في حياتها".